# Michael Kofler (Autor)
Michael Kofler (* 1967 in Innsbruck) ist ein österreichischer Autor von EDV-Büchern, Lehrbeauftragter an der Fachhochschule FH Joanneum in Kapfenberg und Mitbegründer von iPROT.
Michael Kofler studierte Telematik an der Technischen Universität in Graz. 1998 wurde er mit der Schrift  R-trees for Visualizing and Organizing Large 3D GIS Databases promoviert. Bei seinen Büchern fokussiert er sich auf folgende Themengebiete: Linux, IT-Sicherheit, Python, Swift, Java und Raspberry Pi.
Sein Werk „Linux - Das umfassende Handbuch“ wurde in verschiedene Sprachen übersetzt und über 250.000 mal verkauft.
Kofler ist verheiratet und hat zwei Kinder.

## Schriften (Auswahl)
- Linux. Das umfassende Handbuch. 18., aktualisierte Auflage. Rheinwerk Verlag, Bonn 2024, ISBN 978-3-8362-9620-5.
- Docker. Das Praxisbuch für Entwickler und DevOps-Teams. Mit Bernd Öggl. 4., revidierte Auflage. Rheinwerk Verlag, Bonn 2023, ISBN 978-3-8362-9646-5.
- Photovoltaik. Grundlagen, Planung, Betrieb. Mit Christian Ofenheusle. 2. Auflage. Rheinwerk Verlag, Bonn 2023, ISBN 978-3-8362-9697-7.
- Scripting. Das Praxisbuch für Administratoren und DevOps-Teams. 1. Auflage. Rheinwerk Verlag, Bonn 2023, ISBN 978-3-8362-9424-9, S. 496.
- Git. Projektverwaltung für Entwickler und DevOps-Teams. Mit Bernd Öggl. 2., aktualisierte Auflage. Rheinwerk Verlag, Bonn 2022, ISBN 978-3-8362-8845-3.
- Java. Der Grundkurs. 4., aktualisierte Auflage. Rheinwerk Verlag, Bonn 2022, ISBN 978-3-8362-8392-2.
- Python. Der Grundkurs. 2., aktualisierte Auflage. Rheinwerk Verlag, Bonn 2022, ISBN 978-3-8362-8513-1.
- Linux Kommandoreferenz. Shell-Befehle von A bis Z. 5., aktualisierte Auflage. Rheinwerk Verlag, Bonn 2021, ISBN 978-3-8362-7858-4.
- Raspberry Pi. Das umfassende Handbuch. Mit Charly Kühnast und Christoph Scherbeck. 7., aktualisierte Auflage. Rheinwerk Verlag, Bonn 2021, ISBN 978-3-8362-8351-9.
- Swift 5. Das umfassende Handbuch. 4., aktualisierte und erweiterte Auflage. Rheinwerk Verlag, Bonn 2019, ISBN 978-3-8362-6638-3.
- Ubuntu-Server. Installation, Konfiguration, Administration. 2., überarbeitete und erweiterte Auflage. Addison-Wesley, München/Boston 2010, ISBN 978-3-8273-3024-6.
- Mathematica 6. Einführung, Grundlagen, Beispiel. Mit Hans-Gert Gräbe. 5., aktualisierte Auflage. Pearson Studium, München/Boston 2007, ISBN 978-3-8273-7202-4.
- Excel-VBA programmieren. Anwendungen entwickeln mit Excel 2000 bis 2003. 6. Auflage. Addison-Wesley, München/Boston 2006, ISBN 978-3-8273-2391-0.
- Linux für Studenten. Mit Jürgen Plate. Pearson Studium, München/Boston 2006, ISBN 978-3-8273-7205-5.
- MySQL 5. Einführung, Programmierung, Referenz. 3. Auflage. Addison-Wesley, München/Boston 2005, ISBN 3-8273-2253-7.
- Maple. Einführung, Anwendung, Referenz. Mit Gerhard Bitsch und Michael Komma. 5., vollständig überarbeitete Auflage. Addison-Wesley, München 2002, ISBN 3-8273-7036-1.